# Donguila
Donguila est une petite ville du Gabon, située dans le département du Komo-Mondah dans la province de l'Estuaire.

## Situation Géographique
La ville de Donguila est située sur la rive droite du fleuve Komo entre la ville de Libreville et celle de Kango. Elle a également un accès à la route N1, puis en empruntant la L106 à Ntoum. Donguila est situé à environ 70 km de Libreville, sur la rive droite du Komo entre les rivières Rogolié et Assango.
La ville de Donguila, située à 30 km de Ntoum, est composée de nombreux villages dont les plus importants sont Nyantsobe, Mbol Ezok, Saint Henri Le Four à Chaud (Aufourachaud), Mekome, Edzoung Alenga, Donguila centre composé de la mission et la partie littoral du village, Foula, Abian Mifak, le Bon Coin, le PK25, le PK24, Elong Eko et Nzamalighe.
Le climat est de type équatorial, chaud et humide caractérisé par l'alternance de quatre saisons : la petite saison des pluies (mi-septembre, mi-décembre) la petite saison sèche (mi-décembre fin janvier), la grande saison des pluies (fin janvier mi-mai), et la grande saison sèche (mi-mai mi-septembre).
Donguila est surtout connue pour la mission catholique Saint-Paul fondée en 1878, face à la Pointe Denis.

## Histoire et peuplement
Les informations qui vont suivre font partie d'une étude réalisée par un fils de Donguila, Jérôme Angoune Nzoghe, conservateur, Directeur des archives nationales au Gabon.

### Origine du nom
À leur arrivée dans le secteur de Donguila, les Akélé, premiers occupants du secteur, venus vraisemblablement de la rive gauche, s'installent en bordure du Komo. Aucun, avant eux, n'avait habité cette zone. Là, ils fondent leur premier village dont le nom original devient hypothétique.
En effet, sur l'origine et la signification du toponyme "Donguila", plusieurs hypothèses sont avancées.
La première y voit un nom Akélé du fait que l'ethnie fut la première à habiter ce secteur. Le terme viendrait de la déformation de "Bidonla", nom d'un chef local.
La deuxième hypothèse qui pense plutôt à une origine Mpongwè, fait dériver le terme de l'expression : "odongui ila" (les hautes herbes). D'après les anciens, en effet, les Mpongwè habitant la rive gauche du Komo et parvenus là sans doute par les besoins de la pèche, auraient surnommé cet endroit : "lieu des hautes herbes".
La troisième hypothèse fait remonter l’origine du nom à un certain "Anguiley" qui arrivant sur les lieux aurait été émerveillé par l'existence d'une belle et énorme pierre ou roche bordant les eaux du Komo à cet endroit et dont il fit aussitôt sa propriété en la surnommant Ido n'y Anguilley (roche ou pierre d'Anguilley), c'est ce terme qui serait devenu d'abord "Idonguille" puis par déformation Donguila.
En définitive, même si les deux premières hypothèse ne sont pas invraisemblables, la troisième peut paraître séduisante ; car l'énorme pierre borde toujours le rivage de Donguila.
C'est de cette dernière version qu'est née la chanson de Donguila du chanteur Pierre-Marie Ondo Mebale dans laquelle il invite les jeunes garçons et les jeunes filles à visiter ce coin de rêve.

### L'installation et la fondation de la mission
Établis à Sainte-Marie depuis l'arrivée du Père Jean-Rémi Bessieux (plus tard Monseigneur) au mois de septembre 1844, les missionnaires éprouvèrent le besoin d'étendre leur œuvre d’évangélisation. C'est dans ce but que la maison Mère des Pères du Saint-Esprit autorisa Monseigneur Pierre Marie Leberre à fonder une seconde station, là où cela lui paraîtrait favorable.
Ainsi, après l'échec en 1850 de la mission Saint-Jacques de Chinchoua, le choix se fixa sur Donguila, principalement pour trois raisons :
- sa proximité avec Sainte-Marie ;
- la beauté de son site ;
- les meilleures dispositions manifestées par les habitants.

Le Père Amable Delorme fut chargé de la fondation de la future mission. Les tractations menées sur place avec le chef akélé Shoke, prirent fin le 25 mars 1878 et, au mois de juin, la mission est fondée sous le nom de "Saint-Paul de Donguila".

### L’œuvre de construction
Pour matérialiser l'existence de la nouvelle mission, le Père Delorme commença avec l'aide des habitants, la construction d'une petite case perchée au sommet du "mont" Donguila.
Celle-ci est remplacée quelques mois plus tard par une case plus grande : 12 m de long sur 6 m de large en planches et à un niveau où la salle du milieu tenait lieu d'oratoire, c'est-à-dire de chapelle. La première chapelle distincte du bâtiment d'habitation est construite en 1879. Mais, chargé en 1880 de la fondation de la mission Saint-François-Xavier de Lambaréné, le Père Delorme est remplacé en janvier 1883 par le Père Joseph Stalter. C'est lui qui entreprend d'installer convenablement la mission. On lui doit particulièrement la construction de la chapelle qui, bâtie sur piliers en 1884, sera remplacée en 1886 par une autre comprenant trois autels (deux latéraux et un autel principal) c'est-à-dire la configuration actuelle.
Quand meurt le Père Stalter le 10 juillet 1905, le Père Henri Guillet, nommé à la tête de la mission en 1929, reconstruit en dur les bâtiments tels qu'ils nous ont été conservés aujourd'hui.

## Politique
Sur le plan administratif, Donguila fait partie du département du Komo-Mondah et se rattache au troisième canton. Il est sous la juridiction administrative de la préfecture de Ntoum, chef-lieu du département.

## Culture et Éducation
L'éducation faisait partie de l’œuvre sociale des missionnaires. À Donguila, il existait deux écoles : une pour les garçons et une pour les filles. En outre il y avait une école professionnelle pour les "apprentis".
Les jeunes garçons recevaient essentiellement une instruction morale et religieuse; ils apprenaient secondairement à lire et écrire le français. Les jeunes filles recevaient une initiation aux travaux ménagers, la couture et la broderie. Cette œuvre fut complétée par l'ouverture, en 1909, d'un noviciat pour la formation des futures religieuses. La section atelier, tenue par le Père Henri Guillet, était réservée aux garçons les plus âgés.
Disons que Donguila est la deuxième mission implantée au Gabon après Sainte Marie. Saint-Paul de Donguila a joué un rôle considérable dans l'expansion du Christianisme et dans l’éducation des jeunes Gabonais.
De nos jours, la Mission Saint-Paul de Donguila a été refaite, son internat et son école primaire continuent d'accueillir les jeunes Gabonais. Un projet de construction d'un collège est cours.